# Heckler & Koch MP5
La Heckler & Koch MP5, o più comunemente MP5 (Maschinenpistole Model 5), è una pistola mitragliatrice sviluppata dal produttore tedesco Heckler & Koch (HK). L'arma originale è in realtà un mitra, in quanto dotata di un calcio fisso (simile a quello di un fucile tradizionale), che consente quindi il tiro imbracciato.

## Storia
Venne immesso sul mercato nel 1966 col nome di HK54, secondo il vecchio sistema di numerazione HK, dove il "5" definiva le pistole mitragliatrici, mentre il "4" il tipo di munizioni da 9 × 19 mm.
Il nome attuale gli è stato attribuito nel 1966 per via dell'uso da parte delle forze di polizia della Germania Ovest, da Maschinenpistole 5, o MP5.

Il logo della Rote Armee Fraktion

L'MP5 compare nel logo della Rote Armee Fraktion (letteralmente "Frazione dell'Armata Rossa"), un gruppo terroristico di estrema sinistra, attivo in Germania Ovest dal 1968 al 1998.
È stato utilizzato dalle GSG-9 e da altri corpi speciali statali. Una famosa operazione antiterrorismo in cui l'arma venne usata è stata l'Operazione Nimrod il 30 aprile 1980 in Regno Unito.
Alla fine degli anni novanta furono introdotte le più potenti versioni da 10 mm Auto e calibro .40 S&W (Smith & Wesson), che però ottennero poco successo.
L'MP5 è stato usato anche dal Principe del Nepal Dipendra Bir Bikram Shah Dev nell'assassinio della famiglia reale, incluso re Birendra e la regina Aiswarya.

## Caratteristiche tecniche
Venne inizialmente pensato per utilizzare munizioni da pistola, 9 mm Parabellum, poste in un caricatore curvo estraibile. Può essere usato in diverse modalità: semi automatico, automatico, o con selezione delle raffiche di colpi, più le sicure.
L'MP5 ha un sistema di ritardo d'apertura a rullini, che risale ad un prototipo tedesco degli anni '40 noto come StG45(M) e in seguito sviluppato per il fucile CETME. Il progetto di questo sistema è stato realizzato dalla Mauser a partire da quello brevettato da Edward Stecke nel 1930 per l'MG42.

## Versioni

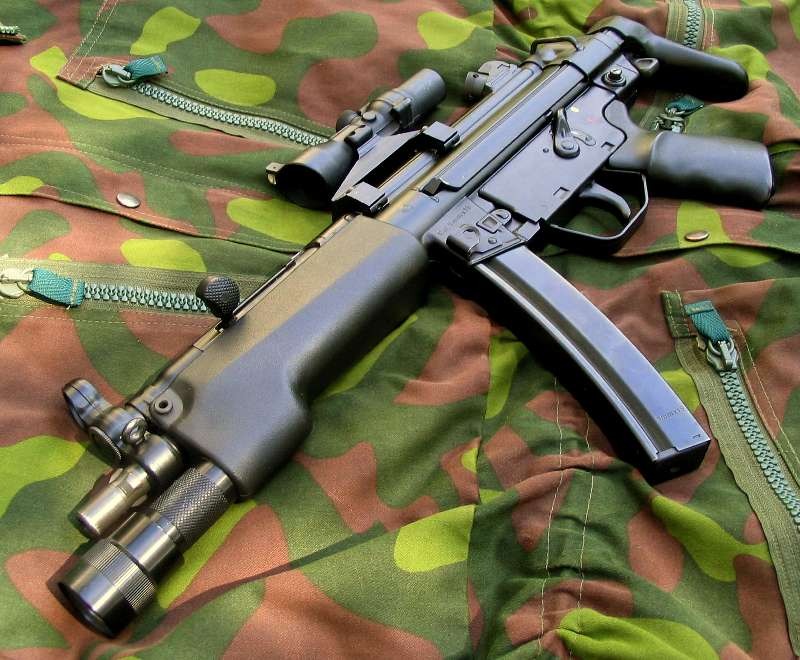
Un HK94

L'MP5 originale era disponibile sia con calcio fisso che con calcio telescopico. Alcune varianti non erano dotate della modalità "raffica a 3 colpi", altre avevano solo quella. Nel 1971 con le versioni MP5A2 e nel 1973 (MP5A3), la HK apportò notevoli modifiche all'MP5.
Il successivo stadio di evoluzione fu la serie MP5SD (SD1-SD6), del 1974. Questo modello era dotato di un silenziatore integrato e di una canna appositamente realizzata per ridurre la velocità di uscita delle munizioni ad un valore appena inferiore a quello del suono. Il risultato fu un'arma non udibile a più di 15 metri. Per questo motivo e per la ridottissima fiammata di sparo, è stato scelto come arma per le operazioni segrete in molti corpi speciali.
La variante più famosa è senza dubbio l'MP5K (la seconda K sta per kurz, "corto"), introdotto nel 1976. Più tardi, nel 1991, ne venne realizzata un'altra versione a cura della HK USA, l'MP5K-PDW.
Sotto speciale contratto della United States Navy, la HK ha inoltre sviluppato l'MP5N o"MP5 Navy", variante per le forze speciali di incursori della Marina, interamente ambidestro, silenziabile, alleggerito e resistente alla corrosione.
L'MP5/10, un MP5 adattato alle cartucce 10 mm Auto fu il primo tentativo di aumentare la potenza dell'MP5. Nel 1994 è stato adottato dall'FBI, nonostante le pistole standard dell'agenzia siano in genere calibro .40 S&W. Questa versione è talvolta chiamata erroneamente MP10.

### Specifiche
- Calibro: 9 mm Parabellum, .40 S&W, 10 mm Auto
- Meccanismo: semiautomatica/automatica (A1, A2, A3); semiautomatica/automatica/raffica (A4, A5)
- Cadenza di tiro: 650 colpi/minuto
- Peso a vuoto: 2,540 kg (A2, A4), 2,88 kg (A3, A5)
- Peso con caricatore da 30 colpi: 2,710 kg (A2, A4), 3,05 kg (A3, A5)
- Lunghezza: 49 cm (A1), 68 cm (A2, A4), 49/68 cm (A3, A5)
- Lunghezza della canna: 22,5 cm
- Capacità: caricatore da 15 o 30 colpi, caricatore doppio da 2×30 colpi

### Varianti
A parte alcune eccezioni, tutti gli MP5 sono calibrati per il 9 mm Parabellum.
- MP5: versione base dell'arma.

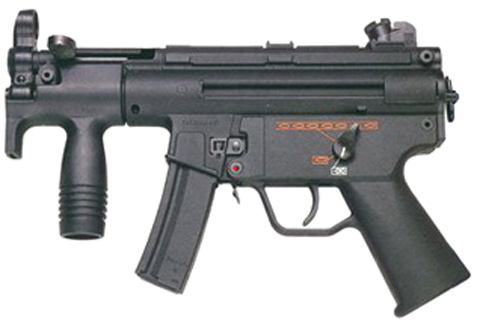
Un MP5K.

  - MP5A1: versione migliorata dell'arma.
  - MP5A2: calcio fisso e meccanica "SEF", dotato di meccanismo di fuoco ad otturatore chiuso per migliorare la precisione. Impiega munizioni europee 9mm standard. Può essere integrato con un silenziatore.
  - MP5A3: calcio telescopico e meccanica "SEF".
  - MP5A4: calcio fisso e meccanica con raffica da 3 colpi
  - MP5A5: calcio telescopico e meccanica con raffica da 3 colpi
- MP5SFA2: SF sta per single fire, non dotato di modalità automatica, adatto per le forze di polizia; calcio fisso.
  - MP5SFA3: MP5SF con calcio telescopico.
- MP5F: modello sviluppato appositamente per l'esercito francese. Con modifiche interne per gestire le munizioni ad alta pressione.
- MP5N: per la U.S. Navy, in particolare per i Navy SEALs; silenziabile, alleggerito e resistente alla corrosione
- MP5K: versione corta appena 325 mm, dove "K" sta per "Kurz" ("corto" in tedesco); è stato introdotto nel 1976; disponibile anche senza mirino per maggiore comodità.
- MP5KA1: versione corta con superficie liscia.
- MP5KA4: versione corta con meccanica capace di raffica da 3 colpi.
- MP5KA5: versione corta con superficie liscia e meccanica capace di raffica da 3 colpi.
- MP5KN: versione corta con meccanica "Navy".MP5SD3

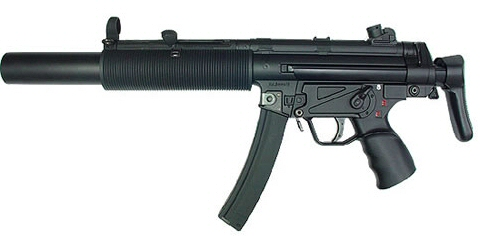
MP5SD3

- MP5K-PDW: Personal Defense Weapon; versione corta con calcio ripiegabile sul fianco destro e interfacce per silenziatore e puntatore laser; pensata per i piloti come arma di sopravvivenza e realizzata nel 1991.
- MP5SD1: variante con silenziatore (Schalldämpfer) integrato, meccanica "Navy"/"SEF".
  - MP5SD2: con silenziatore integrato. NT (Navy Trigger) con meccanica "Navy"/"SEF", selettore a tre posizioni, sicura, automatico e semiautomatico, introdotto nel 1974. L'MP5SD ha una canna appositamente realizzata per ridurre la velocità di uscita dei proiettili leggermente sotto il muro del suono; pertanto, grazie al fatto che l'arma non sia udibile a più di 15 metri di distanza e alla ridottissima fiamma di sparo, l'MP5SD è stato scelto da numerosi corpi speciali e incursori di tutto il mondo.
  - MP5SD3: con silenziatore integrato, calcio retraibile, meccanica "Navy"/"SEF" con selettore di tiro ambidestro.
    - MP5SD4: variante dell'MP5SD3 con selettore a quattro posizioni: sicura, semiautomatico, automatico e raffica controllata da 3 colpi.
    - MP5SD5: variante dell'MP5SD3 con meccanica a raffica da 3 colpi, calcio fisso.
    - MP5SD6: variante dell'MP5SD3 con meccanica a raffica da 3 colpi, calcio telescopico.

  - MP5SD-N1: variante silenziata, con NT, calcio fisso e silenziatore KAC in acciaio.
  - MP5SD-N2: variante silenziata, con NT, calcio telescopico e silenziatore KAC in acciaio.
- MP5/10: adattato a munizioni 10 mm Auto, disponibile in varie configurazioni. Prodotto dal 1992 al 2000.
- MP5/40: adattato a munizioni .40 S&W, disponibile in varie configurazioni Prodotto dal 1992 al 2000.
- T-94 ZSG: clone prodotto dalla MKE per il mercato civile europeo. Variante a fuoco semiautomatico e calcio fisso.
- HK94: modello di importazione americana dell'MP5 con uno speciale gruppo di scatto sicura / semi-automatico, progettato per l'uso civile. La produzione di tutte le tre varianti possibili cessò definitivamente nel 1989.
- SP89: Sport Pistole M1989. Semi-automatica unica versione del MP5K concepito per uso civile. Prodotto dal 1989 al 1994.
- MP10: un fucile mitragliatore costruito sulla base dell'MP5.
- SP10: copia civile del suddetto MP-10.